# La Ménitré
La Ménitré és un municipi francès situat al departament de Maine i Loira i a la regió de País del Loira. L'any 2007 tenia 2.071 habitants.

## Demografia

### Població
El 2007 la població de fet de La Ménitré era de 2.071 persones. Hi havia 820 famílies de les quals 234 eren unipersonals (135 homes vivint sols i 99 dones vivint soles), 281 parelles sense fills, 277 parelles amb fills i 28 famílies monoparentals amb fills.
La població ha evolucionat segons el següent gràfic:
Habitants censats

### Habitatges
El 2007 hi havia 912 habitatges, 838 eren l'habitatge principal de la família, 43 eren segones residències i 32 estaven desocupats. 825 eren cases i 82 eren apartaments. Dels 838 habitatges principals, 549 estaven ocupats pels seus propietaris, 280 estaven llogats i ocupats pels llogaters i 9 estaven cedits a títol gratuït; 10 tenien una cambra, 59 en tenien dues, 181 en tenien tres, 197 en tenien quatre i 390 en tenien cinc o més. 644 habitatges disposaven pel capbaix d'una plaça de pàrquing. A 373 habitatges hi havia un automòbil i a 371 n'hi havia dos o més.

### Piràmide de població
La piràmide de població per edats i sexe el 2009 era:
| Homes | Edats   | Dones |
| ----- | ------- | ----- |
| 0     | 95 o +  | 4     |
| 0     | 90 a 94 | 16    |
| 4     | 85 a 89 | 28    |
| 16    | 80 a 84 | 16    |
| 40    | 75 a 79 | 56    |
| 32    | 70 a 74 | 48    |
| 32    | 65 a 69 | 44    |
| 60    | 60 a 64 | 40    |
| 36    | 55 a 59 | 44    |
| 40    | 50 a 54 | 68    |
| 76    | 45 a 49 | 60    |
| 80    | 40 a 44 | 68    |
| 64    | 35 a 39 | 68    |
| 52    | 30 a 34 | 64    |
| 80    | 25 a 29 | 56    |
| 52    | 20 a 24 | 56    |
| 64    | 15 a 19 | 52    |
| 44    | 10 a 14 | 56    |
| 76    | 5 a 9   | 56    |
| 68    | 0 a 4   | 48    |

## Economia
El 2007 la població en edat de treballar era de 1.305 persones, 952 eren actives i 353 eren inactives. De les 952 persones actives 875 estaven ocupades (465 homes i 410 dones) i 77 estaven aturades (27 homes i 50 dones). De les 353 persones inactives 156 estaven jubilades, 100 estaven estudiant i 97 estaven classificades com a «altres inactius».

### Ingressos
El 2009 a La Ménitré hi havia 845 unitats fiscals que integraven 2.063 persones, la mediana anual d'ingressos fiscals per persona era de 16.806 €.

### Activitats econòmiques
Dels 61 establiments que hi havia el 2007, 4 eren d'empreses alimentàries, 1 d'una empresa de fabricació d'altres productes industrials, 4 d'empreses de construcció, 11 d'empreses de comerç i reparació d'automòbils, 2 d'empreses de transport, 7 d'empreses d'hostatgeria i restauració, 3 d'empreses d'informació i comunicació, 3 d'empreses financeres, 2 d'empreses immobiliàries, 9 d'empreses de serveis, 9 d'entitats de l'administració pública i 6 d'empreses classificades com a «altres activitats de serveis».
Dels 16 establiments de servei als particulars que hi havia el 2009, 1 era una oficina de correu, 2 oficines bancàries, 1 taller de reparació d'automòbils i de material agrícola, 1 taller d'inspecció tècnica de vehicles, 3 fusteries, 1 lampisteria, 3 perruqueries, 3 restaurants i 1 agència immobiliària.
Dels 7 establiments comercials que hi havia el 2009, 2 eren botiges de menys de 120 m², 2 fleques, 2 carnisseries i 1 una llibreria.
L'any 2000 a La Ménitré hi havia 38 explotacions agrícoles que ocupaven un total de 1.408 hectàrees.

## Equipaments sanitaris i escolars
L'únic equipament sanitari que hi havia el 2009 era una farmàcia.
El 2009 hi havia 1 escola maternal i 2 escoles elementals.

## Poblacions més properes
El següent diagrama mostra les poblacions més properes.